# Margaret Macdonald Mackintosh
Margaret Macdonald Mackintosh, nata Margaret Macdonald (Tipton, 5 novembre 1864 – Chelsea, 7 gennaio 1933), è stata una pittrice, illustratrice e decoratrice britannica.
Le sue opere di progettazione divennero alcuni degli elementi distintivi del cosiddetto "stile di Glasgow" nato verso la fine dell'Ottocento. Viene inoltre ricordata per le sue importanti progettazioni di interni realizzati con il marito Charles Rennie Mackintosh, che sposò il 22 agosto 1900.

## Biografia

### La formazione e le prime opere
Margaret Macdonald nacque a Tipton, vicino a Wolverhampton. Suo padre era un manager e ingegnere di una miniera di carbone. Margaret e sua sorella più giovane Frances frequentarono entrambe l'Orme Girls' School di Newcastle-under-Lyme, nello Staffordshire. Sul finire dell'Ottocento, la famiglia si stabilì a Glasgow dove le due sorelle si iscrissero al corso di progettazione della Glasgow School of Art. Lì Margaret imparò a lavorare i metalli, a ricamare e a lavorare i tessuti. Nel mentre fondò con la sorella il Macdonald Sisters Studio al numero 128 di Hope Street, a Glasgow. Le loro creazioni erano ispirate all'immaginario, la letteratura, il simbolismo e il folklore celtici oltre che alle illustrazioni di Aubrey Beardsley. Non si conosce il periodo esatto in le due sorelle Macdonald incontrarono l'architetto e designer Charles Rennie Mackintosh e il suo amico/collega Herbert MacNair, ma è probabile che si conobbero intorno al 1892 alla Glasgow School of Art, quando vennero introdotti nell'istituto dal preside Francis Newbery. Nel 1894 i quattro artisti, che verranno nominati The Four, mostrarono le loro creazioni in mostre studentesche all'interno della scuola. Le recensioni delle loro opere furono contrastanti e secondo alcuni le forme scarne e lineari dei manufatti delle sorelle Macdonald erano "macabre": particolare che spinse alcuni a soprannominare il gruppo dei Quattro The Spook School (traducibile in "la scuola dei fantasmi").

### Il successo internazionale

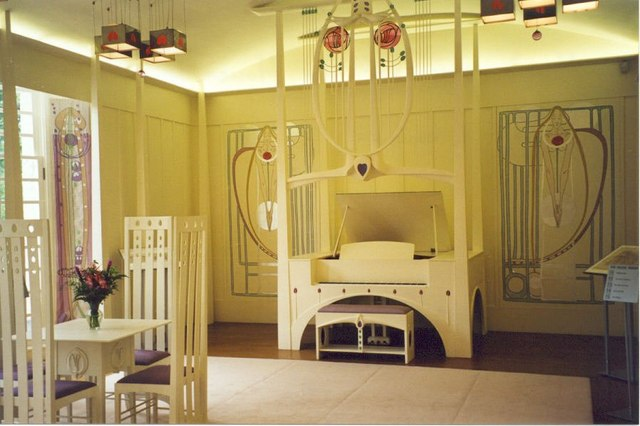
La stanza della musica nella Casa per un amante dell'arte (1999)

Oltre alle opere create con la sorella, furono importanti i progetti di interni realizzati con Charles Mackintosh. Molti di questi furono eseguiti nella prima parte del ventesimo secolo e includono il Rose Boudoir presentato all'Esposizione Internazionale di Torino del 1902 e le Willow Tearooms di Glasgow. I due godettero anche di ottimi riscontri nella scena artistica viennese, esponendo alla Secessione di Vienna del 1900 e partecipando alla Mostra d'arte internazionale di Vienna nel 1909. Le loro creazioni influenzarono Gustav Klimt e Josef Hoffmann. Nel 1902, la coppia ricevette inoltre un'importante commissione: Fritz Waerndorfer, fondatore e finanziatore della Wiener Werkstätte, stava costruendo una nuova villa fuori Vienna contenente molte opere di artisti locali. Due delle stanze dell'edificio, che verrà in seguito conosciuto come la Casa per un amante dell'arte, erano state affidate a Josef Hoffmann e Koloman Moser, mentre ai due coniugi Mackintosh venne dato il compito di progettare la stanza della musica. Quella sala venne decorata con un trittico di pannelli considerato da alcuni il lavoro migliore della Mackintosh.
Sebbene fosse messa in ombra dal marito che era l'architetto più famoso della Scozia, diversi coetanei di Margaret la celebrarono in varie circostanze. In una sua lettera, Charles scrisse a Margaret "sei metà se non tre quarti di tutto il mio lavoro architettonico..." Il celebre progettista affermò inoltre che sua moglie "ha genio, io ho solo talento." La salute cagionevole di Margaret interruppe la sua carriera intorno al 1921, anno a partire dal quale non produsse più alcuna opera. Tra il 1895 e il 1924, Margaret aveva partecipato a più di 40 mostre in Europa e negli Stati Uniti. Morì nel 1933, cinque anni dopo suo marito.

## Ispirazione e stile
Mackintosh non conservò album di schizzi, il che riflette la sua dipendenza dall'immaginazione piuttosto che dalla natura. Alcune fonti hanno fornito un'ispirazione significativa per le sue opere, tra cui la Bibbia, l'Odissea, le poesie di William Morris e quelle di Dante Gabriel Rossetti nonché gli scritti di Maurice Maeterlinck. Le sue opere e quelle della sorella con cui spesso collaborava, hanno sfidato le concezioni dell'arte dei suoi contemporanei. Gleeson White scrisse:
 L'inizio della carriera artistica di Margaret riflette ampi tratti di sperimentazione. In gran parte attingendo alla sua immaginazione, reinterpretò temi, allegorie e simboli tradizionali in modi inventivi. Ad esempio, subito dopo l'apertura del suo studio di Glasgow nel 1896 con sua sorella, trasformò concetti indefiniti come il tempo e l'estate in forme umane molto stilizzate. Molte delle sue opere incorporano toni naturali tenui, forme umane nude allungate e una sottile interazione tra motivi geometrici e naturali. I suoi progetti sono considerati abbastanza originali da distinguersi dalle opere di altri artisti del suo tempo.